# Ulica Bytomska w Tarnowskich Górach
Ulica Bytomska w Tarnowskich Górach (do 1925 i 1939−1945 Beuthenerstraße, 1925−1939 i od 1945 ul. Bytomska) – jedna z najważniejszych ulic Tarnowskich Gór. Łączy centrum miasta z dzielnicami Osada Jana i Bobrowniki Śląskie-Piekary Rudne.

## Przebieg
Ulica rozpoczyna się na skrzyżowaniu z główną reprezentacyjną ulicą miasta – ulicą Krakowską – po czym dalej biegnie w kierunku południowym. Po drodze krzyżuje się z inną drogą powiatową (ulicą Legionów), biegnie ponad rzeką Stołą, ponadto przecina ją linia Górnośląskich Kolei Wąskotorowych. Ulica kończy swój bieg na skrzyżowaniu z obwodnicą śródmiejską, a jej kontynuacją jest będąca częścią drogi krajowej nr 11 ulica Józefa Korola, która prowadzi bezpośrednio do Bytomia.
Ulica przebiega przez obszar dwóch dzielnic:
- Śródmieścia-Centrum – odcinek od skrzyżowania z ul. Krakowską do skrzyżowania z ul. Legionów (w postaci ronda ks. F. Blachnickiego),
- Osady Jana – odcinek od skrzyżowania z ul. Legionów (w postaci ronda ks. F. Blachnickiego) do skrzyżowania z ulicą Obwodnicą.

Początkowy odcinek jednojezdniowej ulicy Bytomskiej od skrzyżowania z ulicą Krakowską do skrzyżowania z ulicami Piastowską i Oświęcimską ma po dwa pasy ruchu w obu kierunkach.

## Historia

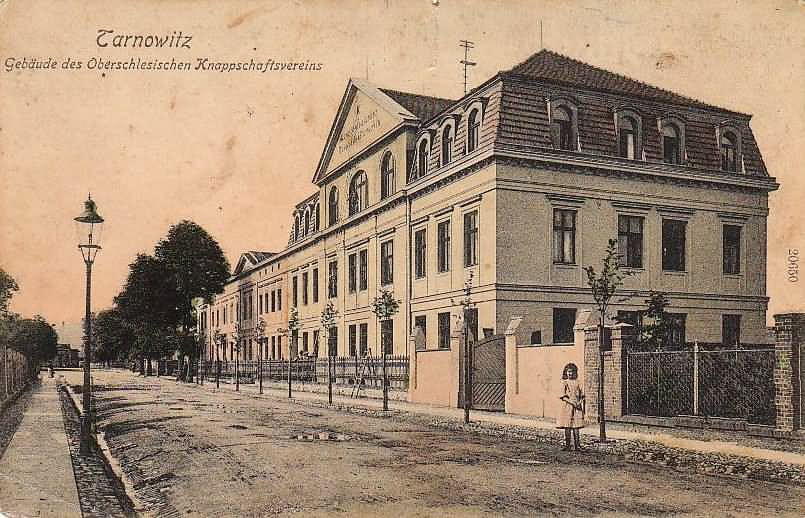
Budynek Górnośląskiej Spółki Brackiej na starej pocztówce z ok. 1914

Budowa ulicy Bytomskiej jako elementu drogi prowadzącej z Królewskiej Huty przez Bytom do Tarnowskich Gór rozpoczęła się w 1805, jednak droga łącząca Tarnowskie Góry z Bytomiem musiała istnieć już u zarania dziejów młodszego ośrodka. Wcześniej korzystano z krętych dróg nieutwardzonych należących często do prywatnych właścicieli (bezimienna droga prowadząca z Tarnowskich Gór do Bytomia pojawia się na jednej z najwcześniejszych map tego regionu – mapie księstwa opolskiego autorstwa Iohannesa Wolfganga Wielanda z 1736 roku).
Od XVI wieku, gdy powstały Tarnowskie Góry, aż do ok. 1832 obecny początkowy odcinek ulicy Bytomskiej był położony za tzw. Bramą Krakowską – miejscem poboru myta – a więc poza obszarem miasta i miał postać obszernego placu (obecnie Plac Wolności) zwanego Krakowskim Przedmieściem (niem. Krakauer Vorstadt). W XVI wieku znajdowały się na nim chaty biedoty, zaś w 1. połowie XIX wieku – stodoły należące do mieszczan. Około 1651 nieopodal Bramy Krakowskiej niejaki Wagner założył browar (jeden z dwóch w tamtym czasie w mieście i jego najbliższym sąsiedztwie).
W latach 1830–1831 droga została przebudowana, zaś między 1898 a 1912 w miejsce kocich łbów zyskała bruk granitowy.
W 1904 w Miechowicach otwarto Zakład św. Jana (St. Johanneshaus) ojców kamilianów, jednak już rok później zadecydowano o budowie większego obiektu skierowanego do leczenia alkoholików. Grunt pod budowę podarował zarząd dóbr hrabiów Henckel von Donnersmarck znajdujący się w Karłuszowcu na południe od Tarnowskich Gór. Zakład leczenia pijaków (Trinker-Heilanstalt) oraz kościół pw. św. Jana Chrzciciela powstały w latach 1906–1907 na wzgórzu Galgenberg (obecnie Osada Jana), które dawniej było miejscem straceń, a które ulica Bytomska mija od zachodu.
W budynku pod nr. 6 przy ulicy Bytomskiej znalazła w 1857 swoją siedzibę Górnośląska Spółka Bracka – instytucja zajmująca się górniczymi ubezpieczeniami społecznymi. W latach 1899–1897, 1904 oraz 1909–1910 budynek był rozbudowywany.
4 sierpnia 2015 ulicą Bytomską przebiegała trasa 3. etapu wyścigu kolarskiego Tour de Pologne.

## Budynki

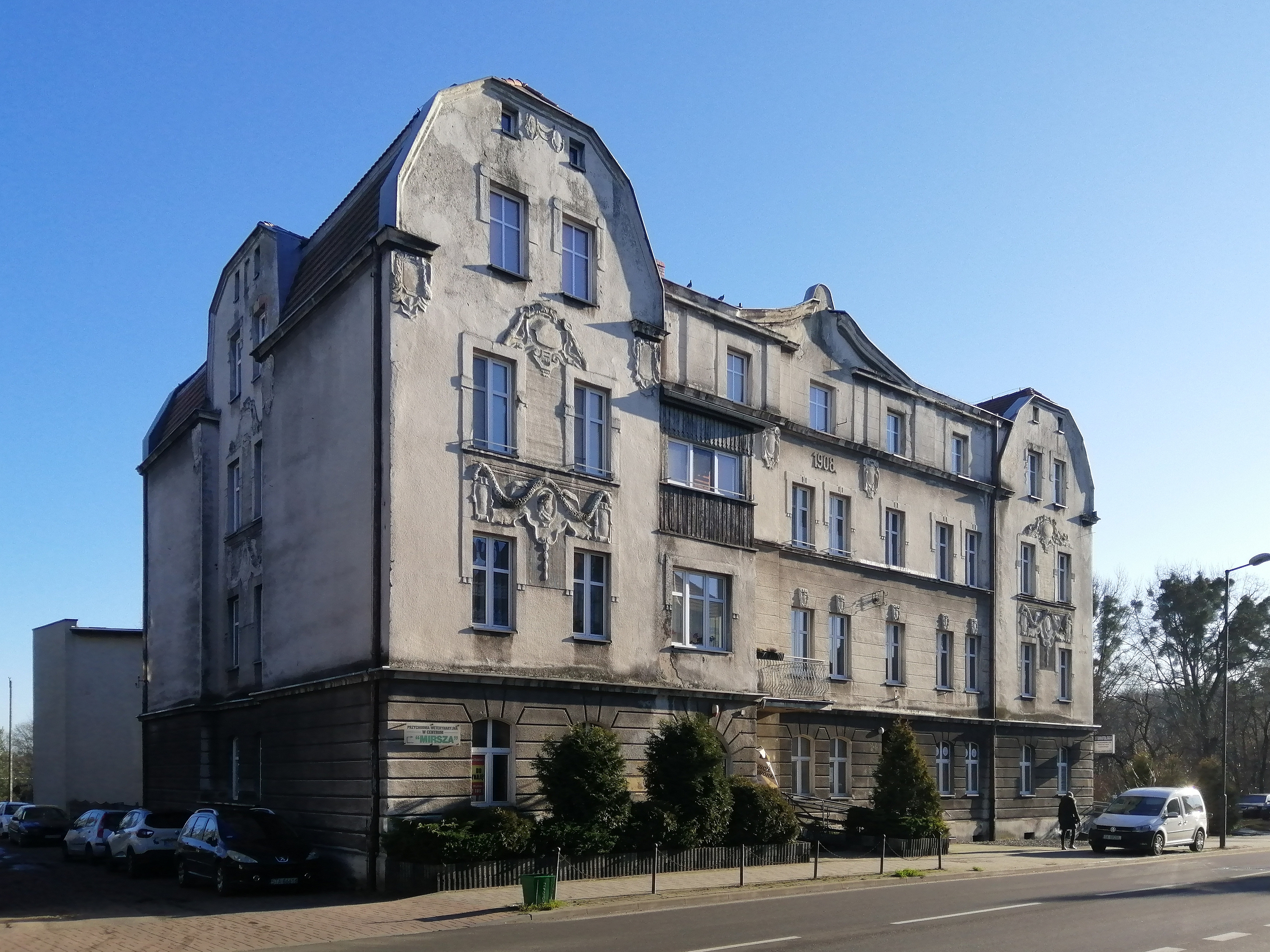
Zabytkowa kamienica przy ul. Bytomskiej 14

Przy ulicy Bytomskiej mieści się szereg budynków użyteczności publicznej będących obiektami zabytkowymi wpisanymi do Gminnej Ewidencji Zabytków:
- dawny budynek Spółki Brackiej przy ul. Bytomskiej 6, 6a i 6b, mieszczący obecnie Bank Spółdzielczy[14] oraz Komendę Powiatową Policji w Tarnowskich Górach[15],
- zespół klasztorny ojców Kamilianów przy ul. Bytomskiej 22, obejmujący kościół pw. św. Jana Chrzciciela i św. Kamila (filialny Parafii Matki Bożej Uzdrowienie Chorych) i znajdujący się obok niego krzyż misyjny oraz Szpital św. Kamila,
  - zespół witraży z początku XX wieku – wpis nr B/589/85 (witraże szpitalne) oraz B/590/85 (witraże kościelne) do Rejestru Zabytków z 28 stycznia 1985[16],
  - park przyklasztorny, ze znajdującymi się w nim grotą maryjną, kamiennym krzyżem na cmentarzu, na którym chowani są kamilianie oraz drewnianym krzyżem na Galenbergu – dawnym miejscu straceń,
- dawne wille miejskie pod numerami: 4 (z 1906 r.), 8 (z 1901 r., proj. Otto Kotzulla[17]; obecnie Przychodnia Rejonowa nr 1 – Usługi Medyczne „Śródmieście”[18]), 10 (willa „Gertrud” z 1897 r., proj. Otto Kotzulla[17]), 11 (z 1894 r., proj. Otto Kotzulla[17]; na początku XX wieku miało w niej siedzibę m.in. przedsiębiorstwo spedycyjne Hermanna Dietricha[19]), 12 (z 1895 r., proj. Otto Kotzulla[17]), 15 (z 1909 r., obecnie Miejski Ośrodek Pomocy Społecznej[20]), 16 (willa „Wolff”, później „Glückauf” z ok. 1905 r.[17]), 16a (willa „Król” z 1937 r., proj. Aleksander Król[21]), 17 (z 1913 r.),
- kamienice pod numerami: 1 (proj. Karl Korbsch, o bogatej secesyjnej ornamentyce)[22], 14 (wpisana do rejestru zabytków; nr rej. A/558/2019 z dn. 10.10.2019[23]).

Zabytkami nie są:
- blok mieszkalny przy ul. Bytomskiej 3, w którym mieści się redakcja tygodnika Gwarek[24],
- ROD „Faser”[25] na Osadzie Jana,
- dyskont Biedronka na Osadzie Jana przy skrzyżowaniu ul. Bytomskiej z aleją Kwiatów.

## Komunikacja

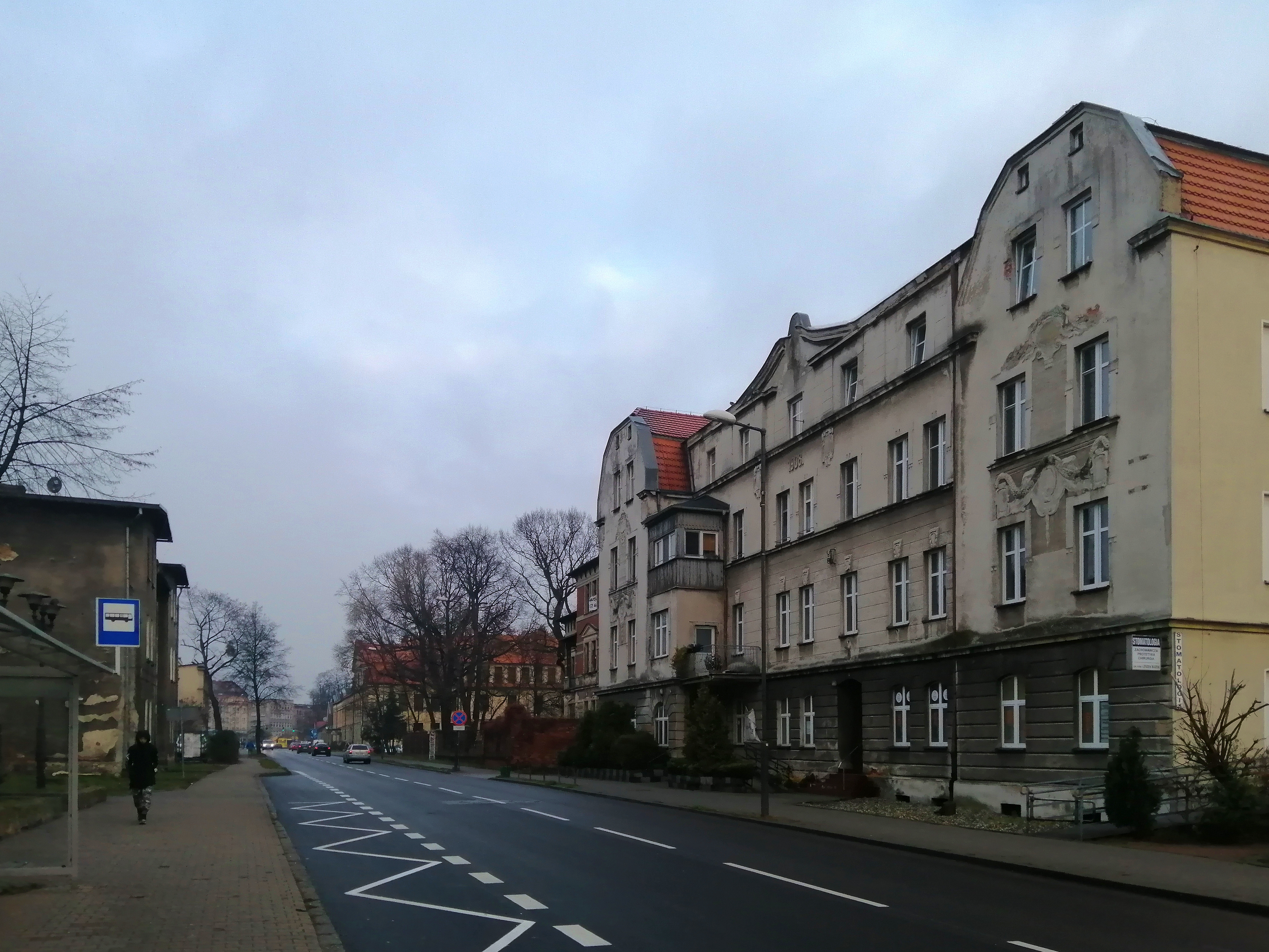
Ulica Bytomska na wysokości przystanku Tarnowskie Góry Bytomska (widoczny po lewej)

Ulica Bytomska jest jedną z najważniejszych arterii komunikacyjnych Tarnowskich Gór. Jest drogą klasy G i stanowi część drogi powiatowej nr 3276S powiatu tarnogórskiego. 
Według stanu z sierpnia 2024 roku ulicą Bytomską kursują autobusy organizowane przez Zarząd Transportu Metropolitalnego , obsługujące następujące linie:

- M3 (Tarnowskie Góry Dworzec – Katowice Piotra Skargi),
- M14 (Gliwice Centrum Przesiadkowe – Tarnowskie Góry Dworzec – Pyrzowice Port Lotniczy (Katowice Airport) – Siedliska Cargo),
- M102 (Tarnowskie Góry Dworzec – Bytom Dworzec),
- M107 (Tarnowskie Góry Dworzec – Pyskowice Szpitalna),
- 3 (Osada Jana Pawilon – Stare Tarnowice GCR),
- 19 (Tarnowskie Góry Dworzec – Bytom Dworzec),
- 64 (Stare Tarnowice Pętla – Tarnowskie Góry Dworzec),
- 80 (Tarnowskie Góry Dworzec – Gliwice Centrum Przesiadkowe),
- 83 (Tarnowskie Góry Dworzec – Zabrze Goethego),
- 134 (Tarnowskie Góry Dworzec – Wieszowa Stacja Paliw),
- 142 (Tarnowskie Góry Dworzec – Strzybnica Kościelna),
- 151 (Miasteczko Śląskie Huta – Tarnowskie Góry Dworzec),
- 158 (Tarnowskie Góry Dworzec – Rokitnica Pętla),
- 174 (Sowice Czarna Huta – Bobrowniki Śląskie),
- 191 (Tarnowskie Góry Dworzec – Boniowice Szkoła),
- 289 (Tarnowskie Góry Dworzec – Repty Śląskie Witosa),
- 614 i 615 (Rybna Lotników – Miasteczko Śląskie Osiedle),
- 671 (Pniowiec Pętla – Tarnowskie Góry Dworzec),
- 735 (Bytom Dworzec – Tarnowskie Góry Dworzec),
- 749 (Tarnowskie Góry Plac Zembali – Stare Tarnowice GCR).

Przy ulicy zlokalizowane są przystanki autobusowe Tarnowskie Góry Bytomska oraz Osada Jana.

## Mieszkalnictwo
Według danych Urzędu Stanu Cywilnego na dzień 31 grudnia 2022 roku przy ulicy Bytomskiej zameldowane na pobyt stały były 463 osoby.